# Franz Kolb (Theologe)

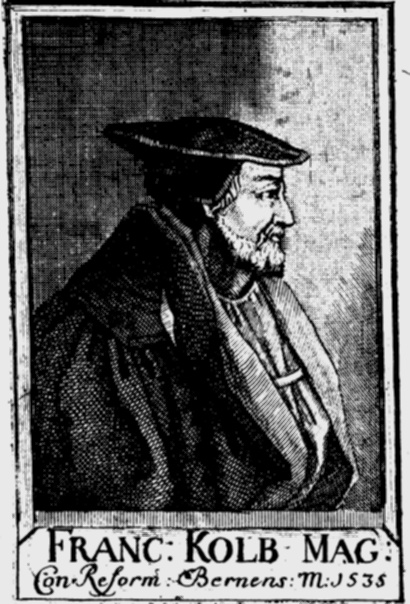
Franz Kolb

Franz Kolb, auch Franz Kolbius (* um 1465 in Inzlingen; † 10. November oder 11. Dezember 1535 in Bern) war ein reformierter Theologe und Reformator.

## Leben
Erst spät ist Kolb zu gelehrten Studien gekommen. 1491 wurde er in Basel immatrikuliert, und 1497 erreichte er dort den Magistergrad. Nachdem er bis 1502 Lehrer an der Schule von St. Martin in Basel gewesen war, wurde er im März 1504 nach Freiburg im Üechtland gerufen, wo er als Prediger und Rektor der Schule von St. Nikolaus wirkte. 1505 wirkte er kurzzeitig als Prediger in Murten. 1507 begleitete er Schweizer Söldner als Feldprediger nach Italien, äußerte sich aber nach seiner Rückkehr so abfällig über die „Reislauferei“, dass er sowohl in Freiburg als auch in Bern in den einflussreichen Kreisen starken Anstoß erregte. 1509 ging Kolb nach Bern und bereits 1512 verließ er das St. Vincenzenmünster in Bern wieder und ging ins Kartäuserkloster Nürnberg, das er Ende 1522 verließ. Erst als die reformatorische Bewegung unter dem Einfluss des Stadtschreibers Lazarus Spengler und des Predigers Andreas Osiander sich weiter verbreitete, trat auch er als Prediger auf. Über seine innere Wandlung ist nichts bekannt. Seine radikale lutherische Einstellung fiel auf.
Auf Verlangen des päpstlichen Legaten Chieregati, der 1522 zum Reichstag in Nürnberg weilte, musste er das Feld räumen. Im Jahr 1522 hatte er eine Chorherrenstelle in Bern, die er wegen seiner heftigen Predigten gegen Missbrauch und Sittenlosigkeit in der Kirche verlassen musste. Wohin er sich wandte, bleibt ungewiss. Möglicherweise begegnete er Martin Luther, der ihn dem Grafen Georg von Wertheim als Prediger empfahl, so dass er wieder ein Betätigungsfeld vor sich sah. In einem aufschlussreichen Brief vom 27. August 1524 berichtete er Luther, welche Reformen er im Gottesdienst durchgeführt habe, und erbat sich weitere Ratschläge. Dieser Brief deutet aber schon seine Neigung für die Zwinglische Abendmahlsauffassung an.
Im Auftrag des Grafen schrieb er 1524 auch eine Bekenntnisschrift „Wertheimer Ratschlag“. Wegen seiner zwinglischen Auffassung konnte er sich aber weder in Wertheim noch in Nürnberg halten. In Nürnberg wurde vermutet, dass er im Zusammenhang mit den Täufern stehe, und er musste sich einem Glaubensverhör unterziehen. Daher wandte er sich wieder nach der Schweiz, besuchte Ulrich Zwingli und wirkte dann ab 1527 in Bern als Gehilfe Berchtold Hallers. Als im Januar 1528 die große Berner Disputation gehalten wurde, nahm er daran entscheidenden Anteil. 1530/1531 war Kolb an der Bekämpfung der Wiedertäufer in Bern beteiligt. 1531 begleitete Kolb als Feldprediger die bernischen Truppen im Zweiten Kappelerkrieg. Da er sich mit seinen Strafpredigten beim Militär unbeliebt machte, verließ er die Truppen aber bald. Als 70-Jähriger gab er sein Amt aus gesundheitlichen Gründen auf und starb noch im selben Jahr.

## Werke
- Handlung oder Acta gehaltner Disputation zuo Bernn in Üchtland. Zürich 1528, 10 Thesen (zusammen mit Berchtold Haller) Digitalisat
- Handlung oder Acta gehaltner Disputation zuo Bernn in Üchtland. Zürich 1528, 8. Schlussrede, CCXXIII. Digitalisat